# Осма београдска гимназија
Осма београдска гимназија налази се на Лекином брду, у амбијенту парк-шуме „Шумице“, у близини спортског центра на општини Вождовац y Београду.

## Историја
Школа је основана 27. септембра 1937. године указом тадашњег Министарства просвете, под називом Седма мушка реална гимназија. Прве школске године 1937/38. гимназија је била мешовита. Иако је по називу била мушка, организована су женска одељења. По броју ученика Седма мушка реална гимназија била је најмногобројнија у Београду. Имала је 32 одељења, 16 мушких и 16 женских, са укупно 1511 ученика. Први директор гимназије био је Мираш Кљаовић, професор, а у школи је радило 55 професора и наставника и 7 сарадника.
Школске 1938/39. године од женских одељења је формирана Шеста женска реална гимназија, која је била смештена у павиљонима код Ауто-команде, у близини садашњег стадиона. Седма мушка реална гимназија је од тада постала чисто мушка и као таква траје све до 1953. године.
За време окупације, гимназија је била лоцирана на два места. Виши разреди (од петог до осмог) били су у згради предратне Четврте мушке реалне гимназије, на углу Тиршове улице и Улице Војводе Мирка, а нижи разреди били су у улици Јове Илића у згради тадашње ОШ „Бора Станковић“. У нову зграду у Улици Грчића Миленка бр. 71, где се и данас налази, гимназија је пресељена 1948. године. Тада је добила назив „Руђер Бошковић".
Школске 1960/61. године Једанаеста београдска гимназија је добила велики број ученика и професора тадашње Петнаесте београдске гимназије због укидања те школе. Тада је настао проблем недостатка простора, који је из године у годину био све већи, јер се сваке школске године повећавао број ученика чија су интересовања била усмерена ка стицању гимназијских знања као основе за даље школовање. Тај проблем је био решен коришћењем објекта „Шумадија“. Адекватан и целовит простор Једанаеста београдска гимназија је добила тек када се преселила у објекат ОШ „Стеван Синђелић“ пошто се ова школа преселила у нову зграду.
Школске 1962/63. године Једанаеста београдска гимназија под овим називом поново почиње да ради у Тимочкој бр. 24, где се данас налази О.Ш. „Синиша Николајевић“. Гимназија је формирана од ученика из неколицине београдских средњих школа. На овом месту се Осма београдска гимназија налазила до 1964. године, када прелази у Његошеву бр. 15 и тај назив на овој локацији носи до 1980. године.
Током свог шездесетогодишњег рада гимназија је у периоду од 1980. до 1990. године због реформе тадашњег школског система била организована као школа за образовање производних занимања чиме је требало да се успостави чвршћа веза између образовних установа и привреде земље. Овакав концепт школе брзо је одбачен. Враћањем на стари школски систем, Једанаеста београдска гимназија задржала је своје основно опредељење: образовање ученика по програму који осигурава наставак школовања на вишем нивоу и проходност за упис на све факултете у земљи. Настава је организована на основу јединствених планова и програма за гимназије кроз смерове: природно-математички и друштвено-језички.
Осма београдска гимназија основана је 30.06.2002. године у згради некадашње Једанаесте београдске гимназије. Поред матичне школе у Улици Грчића Миленка 71, постојао је и огранак у Гроцкој у Ужичкој улици бр.2. Када је основана, гимназија је имала 39 одељења, од чега 8 одељења у Гроцкој. У школи су радила 62 наставника.
На иницијативу Вере Оцић, професорке социологије, и тадашњих ученика четвртог разреда, 21.11.2003. године, конституисан је Ученички парламент Осме београдске гимназије.
Школске 2003/04. године са општином Гроцка је договорено да се одељења у Гроцкој прикључе тамошњој Економској школи.

## Живот школе

### Ученичке секције
У раду Осме београдске гимназије велика пажња се поклања ваннаставним активностима. Основна идеја је проширивање ученичких знања, развој посебних вештина, неговање другарства и поштовање људских вредности. Ученици се подстичу да учествују у културном животу школе и јавном животу града.
Успеси на такмичењима су резултат напорног десетогодишњег рада и залагања наставника као и личног ангажовања ученика који су одувек показивали велику заинтересованост за рад у секцијама. Чланови су често иницијатори разних хуманитарних акција. Различита интересовања наших ученика рађају веома креативне идеје при припреми и организовању приредби, позоришних представа, јавних часова и огледа.
У школи су активне секције: литерарна, рецитаторска, лингвистичка, драмска, новинарска, културолошка, историјска, хемијска, биолошка, психолошка, програмерска, ликовна, спортска секција, хор, као и Клуб Уједињених нација и Омладинска организација Црвеног крста.
Ученици чланови новинарске секције и руководилац ове секције Мирјана Михаиловић, покренули су школски часопис Осме београдске гимназије „Осмица“. Часопис излази у електронском облику и обрађује све актуелне школске теме, као и културне садржаје занимљиве ученицима.